# Чемпионат мира по санному спорту 1973
16-й чемпионат мира по санному спорту прошёл с 17 по 18 февраля 1973 года на санно-бобслейной трассе в Оберхофе (ГДР).

## Одиночки (мужчины)
| Золото    | Серебро         | Бронза       |
| Ханс Ринн | Вольфрам Фидлер | Харальд Эрих |

## Одиночки (женщины)
| Золото       | Серебро     | Бронза            |
| Маргит Шуман | Уте Рюрольд | Ева-Мария Вернике |

## Двойки (мужчины)
| Золото                          | Серебро                | Бронза                               |
| Хорст Хёрнляйн, Райнхард Бредов | Ханс Ринн, Норберт Хан | Пауль Хильдгартнер, Вальтер Пляйкнер |

## Общий медальный зачёт
| Место | Страна | Золото | Серебро | Бронза | Всего |
| ----- | ------ | ------ | ------- | ------ | ----- |
| 1     | ГДР    | 3      | 3       | 2      | 8     |
| 2     | Италия | 0      | 0       | 1      | 1     |